# Columbo felesége
Columbo felesége Rose a Columbo címmel futott amerikai tévéfilm-sorozat (1971-1978), valamint a később ennek folytatásaként (az 1980-as és 90-es években) készült filmek főszereplőjének, Frank(?) Columbo hadnagynak a felesége. Fantomszereplő, akire gyakran hivatkozott és a 69 epizód alatt nevét (Rose) is csak egy ízben említette.

## Szerepháttér
A legendás krimisorozat főhősének soha sem látott – ám annál többször emlegetett – neje. Dramaturgiai szerepe leginkább Robin Masters figurájára hasonlít egy másik bűnügyi sorozatban, a Magnum P.I-ben. Az 1971-1978 között készült Columbo tv-széria elsősorban a főhős egy-egy különös szokása révén vált világszerte kedveltté: ilyen volt a "Csak még egyetlen dolog…" kezdetű mondat minden egyes olyan jelenet végén, melyben a nyomozó gyanúsítottjával folytatott párbeszédet; s ide tartozik a szeretett feleség folyamatos emlegetése is, aki a hadnagy elmondása szerint rajong a divatos tv-sztárokért, a lakberendezésért, a rádiós műsorvezetőkért stb. Columbonak saját elmondása szerint "fogalma sincs, mit tenne" felesége nélkül – ám az asszonyt sajnos sohasem ismerhetjük meg.

## Legközelebbi információk
A sorozat különböző epizódjaiban egészen "komoly" részleteket is megtudunk a láthatatlan hölgyről: alacsonyabb férjénél, hosszú fekete haja van, melyet kontyban visel. Férje frizuráját megnövesztve kedveli, és a szivar helyett rendszeresen a pipát ajánlgatja urának. A hadnagyot ezenkívül gyakorta megrója, amiért "nem rendelkezik elég ambícióval sem". "A bűn jelöltje" címet viselő részben megtudhatjuk, hogy Mrs. Columbo rendkívül jól szervezett életet él, mindig boldog de szentimentális lelkülete miatt könnyen elsírja magát – miközben sohasem hagyja, hogy lefényképezzék. Az antik ékszereket, valamint a lekvárt kedveli. Legalább kétszer meglátogatja a fürdőszobát, mielőtt bárhova kimozdulna otthonukból. A "Végzetes gyakorlat" című epizódban elhangzik, hogy Mrs. Columbo "sohasem volt túl vékony", melyen viszont mindig is változtatni akart, bár a ház ura kezdetektől ellenezte a fogyókúrát. A legközelebb a hadnagynéhoz akkor érezhettük magunkat, amikor egy 1990-es részben egy fotót láthattunk róla, az epizód végére azonban kiderült: a kép valójában a felesége testvérét ábrázolta .

## A nő rejtélye
Valóság vagy illúzió?
Természetesen felmerül, vajon létezik-e egyáltalán Mrs. Columbo? Hiszen nem csupán, hogy személyesen nem jelenik meg a sorozat epizódjai során, de még csak a hangját sem halljuk akár egy telefonbeszélgetés keretében. Ennek alapján tehát semmiféle bizonyíték nincs létezésére. Ugyanakkor a sorozat négy különböző epizódja elbizonytalaníthatja az összeesküvés-elméletek kedvelőit. A "Gyilkosság ártalmas az egészségére!" című részben Columbo hadnagy kifejezetten a felesége kérésének megfelelő szolgáltatásokat rendel egy kutyakozmetikustól. A "Zavaros vizeken"  epizódban szereplő hajóskapitány a nejét kereső hadnagynak azt állítja, hogy ne aggódjon, mert látta felszállni az asszonyt a fedélzetre. A "Nyugodjon békében, Columbo asszony" c. részben telefonon beszél feleségével. A bűntényt úgy oldja meg, hogy úgy tesz, mintha a gyilkostól kapott mérgezett lekvár megölte volna feleségét. Végül az "Ölni már nincs idő" címet viselő fejezetben Columbo egy közeli barát esküvőjén vesz részt, ahol a házigazda a feleség holléte felől érdeklődik – márpedig ha nem létezne, ezt nyilván nem tenné. 
Tény azonban, hogy ezek az epizódok tökéletes eszközt szolgáltatnak a rejtély fenntartására – s akár önmagában ez is lehet a céljuk. Ma már mindez történelem, és Mrs. Columbo a televíziózás hőskorának egyik dramaturgiai legendája marad.

## Érdekesség
Mrs. Columbo gépjárművének típusa: egy kétajtós, 1976-os évjáratú zöld Ford, melynek alvázszáma 2SBI653;

## Egy legenda piacosítása
Nem sokkal azután, hogy az amerikai NBC televíziótársaság befejezte a Columbo-sorozat gyártását, a cég elnöke, Fred Silverman új sorozatba fogott Mrs. Columbo  címmel (bár a szériát később átnevezték). A menedzser ki szerette volna használni az akkorra már legendássá vált fantomszereplő népszerűségét, s az emberek évek óta tartó kíváncsiságát. Az új sorozat (melyben a Columbo alkotói nem kívántak részt venni) egy nyomozó feleségéről, bizonyos Mrs. Columbóról (a szerepben Kate Mulgrew) szól, aki részidős újságíróként dolgozik, hobbija pedig bűnügyek felgöngyölítése. 
Mivel az eredeti sorozat készítői, valamint maga Peter Falk (Columbo alakítója) is hevesen ellenezte ezt az „imázsrombolást”, 13 részt követően Mrs. Columbo végül elválik, és Mrs. Callahan lesz belőle. A sorozat befejeződését követően a klasszikus Columbót újra töretlen népszerűséggel vetítették az amerikai tévétársaságok.